# TRIP×TRICK
「TRIP×TRICK」（トリップ・トリック）は、2014年9月24日にBeingから発売されたVALSHEの8枚目のシングル。

## 解説
初回限定盤のみ表題曲のプロモーション・ビデオを収録したDVD、VALSHEによる朗読CD、視聴用ID付きVALSHE書き下ろしノベル＋白皙による挿絵を付属。2枚目のミニアルバム「storyteller II 〜the Age Limits〜」と同時発売。
TBS「COUNT DOWN TV」9月度エンディングテーマ。

## 収録曲
CD
1. TRIP×TRICK (4:46)
作詞：VALSHE　作曲：minato　編曲：G'n-
2. my name is… (4:20)
作詞・作曲：minato　編曲：丸山真由子
3. TRIP×TRICK　-Instrumental- (4:46)（通常盤のみ）
4. my name is… -Instrumental- (4:20)（通常盤のみ）

DVD（初回盤のみ）
1. TRIP×TRICK（Music Video）
2. TRIP×TRICK（Making）